# Премия председателя Кнессета за качество жизни
Премия председателя кнессета за качество жизни (ивр. פרס יושב-ראש הכנסת לאיכות החיים‎) — премия в Израиле, присуждаемая ежегодно, начиная с 1983 года, жителям Израиля, чьи действия и достижения в вопросах качества жизни и ее улучшения заслуживают поощрения и стимулирования, а также за действия, в которых упор делается на рост «прекрасной земли Израиля» (ивр. ארץ-ישראל היפה‎).

## История
Фонд премии председателя кнессета за качество жизни был основан 4 декабря 1981 года на пожертвование французского фонда Марковица-Шрайбера и филантропа Эжени Шрайбер. Попечительский совет Фонда возглавляет действующий Председатель Кнессета, а в его состав входят некоторые члены Кнессета и бывшие члены Кнессета, судьи в отставке, профессора и представитель Фонда Марковица-Шрайбера.

## Присуждение награды
Награда присуждается за деятельность в широкому круге тем, включая рост репатриации в Израиль, предотвращение эмиграции из Израиля, продвижение верховенства закона, углубление взаимопонимания и сосуществования между евреями и арабами, улучшение качества окружающей среды, образовательную деятельность среди молодежь и многое другое. Каждый год совет попечителей призового фонда решает, какие темы будут награждены в следующем году из этого списка полей (который не является закрытым списком).